# Megarthrus nigrinus
Megarthrus nigrinus är en skalbaggsart som beskrevs av J. Sahlberg 1876. Megarthrus nigrinus ingår i släktet Megarthrus, och familjen kortvingar. Arten är reproducerande i Sverige.